# Saint-Jean-de-Bournay
Saint-Jean-de-Bournay là một xã của tỉnh Isère, thuộc vùng Rhône-Alpes, đông nam nước Pháp.